# Нижньогаванське сільське поселення
Нижньога́ванське сільське поселення (рос. Нижнегаванское сельское поселение) — сільське поселення у складі Ульчського району Хабаровського краю Росії.
Адміністративний центр та єдиний населений пункт — село Нижня Гавань.

## Населення
Населення сільського поселення становить 178 осіб (2019; 225 у 2010, 376 у 2002).